# 격투 요리 전설 비스트로 레시피
《격투 요리 전설 비스트로 레시피》(원어 : 일본어: 格闘料理伝説ビストロレシピ)는 일본의 게임, 이를 원작으로 한 만화와 TV 애니메이션이다.에서 만든 일본의 애니메이션으로,NHK BS2 2001년 11월 28일 ~ 2002년 6월 30일 종료이다. 이후 KBS 2TV에서 2003년 1월 27일부터 5월 19일까지 종료했다.
게임 소프트 작품 『격투 요리 전설 비스트로 레시피』이 출시된 이후 만화가 아시다 쥰타로가 동명 만화를 출간하였다. 이후 2001년~2002년에 만화책을 원작으로 하여 동명 TV시리즈 애니메이션이 제작되었다. 애니메이션 제작시 각색으로 만화책에는 없는 스토리가 제작되거나 만화책과 다른 줄거리로 전개되기도 하였다.
애니메이션 제작은 그룹·타쿠에서 진행하였으며, 대한민국의 문성동화도 제작 협력으로 참여하였다.
NHK 위성 제2텔레비전의 「위성 아니메 극장」을 통해 2001년 11월 28일~2002년 6월 30일 매주 화요일 18시 30분 - 18시 55분에 26화로 본방송이 방송되었다.
대한민국은 ㈜아이코닉스에서 수입하여 『요리킹 조리킹』라는 이름으로 한국식 이름과 한국어 더빙으로 KBS 2TV에서 방송하였다. 더빙 제작은 KBS 미디어㈜에서 담당하였다. 애니메이션의 캐릭터 등을 이용한 동화, 만화 등의 아동 관련 책들이 학산문화사와 SCM을 통해 출판되었고, 원일상사를 통해 『요리킹 조리킹 요리몬 카드 게임』이란 이름으로 캐릭터 카드가 출시되는 등의 관련 상품들도 제작되어 판매되었다.

## 방송 일시
| 방송 채널 | 방송일                             | 방송 시간 |  |
| --------- | ---------------------------------- | --------- |  |
| NHK       | 2001년 11월 28일 ~ 2002년 6월 30일 | 종료      |  |
| KBS 2TV   | 2003년 1월 27일 ~ 2003년 5월 19일  | 종료      |  |

## 등장인물

### 주요 인물

#### 마쿠노우치 젠(찬)
이 작품의 주인공으로 10살이다. 아빠인 츠키지의 뒤를이어 빛의 요리사가 되고 싶어한다. 하지만 그다지 요리를 잘하지 못하지만 요리몬들을 아끼는 마음은 누구보다 강하다. 어둠의 요리사 돈 쿡의 야망을 저지하기 위해 친구들과 여행을 한다. 이 모험을 통해 요리실력도 늘어간다. 요리는 물론 요리몬들을 나쁜일에 쓰는것을 싫어한다. 파트너 요리몬은 푸카룡. 스모키건맨. 새우무사. 만두룡. 까망까망 그리고 전설의 요리몬 트로피칸. 만드래건을 깨우는 데 성공하기도 한다. (유행어 : 예 맛 좀 보셔~!!)

#### 마쿠노우치 카린(반디)
8살. 젠의 여동생으로 젠과 함께 여행을 하고 있다. 파트너 요리몬은 에그퐁.

#### 하오지(꼬볼레옹 도사)
과거에 요리신이자 돈 쿡의 스승이였으나 돈 쿡의 마법으로 인해 키 작은 노인이 되어버렸다. 젠과 함께 여행을 하고 있다. 사실 이쪽 파트너도 푸카룡이다.

#### 피탄(쵸키)
젠의 의형제 남동생으로 6살이다. 돈 쿡에게 잡혀간 부모님을 찾기 위해 젠과 함께 여행을 하고 있다. 옷 안에 조리도구를 갖고있다. 파트너 요리몬은 슈마룡.

#### 크라운(썬더맨)/마쿠노우치 츠키지(아파치)
돈 쿡을 쓰러뜨리기 위해 빛의 요리사들이 결성한 조직의 리더이다. 젠을 훈련시킨 크라운의 정체이기도 하다. 다소 썰렁하고 철부지가 없는 면도 있지만 젠과 카린에게는 든든하고 믿음직한 아버지이다. 파트너 요리몬은 마파룡. 38세.

#### 나츠메(메이)
모든 것이 비밀에 싸여있는 11살 여자아이. 젠을 좋아하고 젠과 같이 여행을 다닌다. 모자로 사용하고 있는 프라이팬으로 적을 공격하거나 방패로 삼거나 썰매로 이용하거나 동료를 구해준다. 파트너 요리몬은 도너팅 & 샌드마녀 & 크래통. 

#### 앗슈(루키)
양식계의 요리사이자 젠의 라이벌. 성격은 다소 괴팍한 편이다. 젠의 아버지인 츠키지를 존경한다. 파트너 요리몬은 장고롤과 스파게이터 & 돈게발세발

### 모험을 통해 만난 인물들

#### 앙드레
오래 된 저택의 영혼, 사실 그는 궁전의 요리사였지만 공주가 그 저택에서 피자를 먹고싶다고 하자 그 저택에서 피자를 만든 후 공주가 다시 오기만을 기다렸지만 공주에게 피자를 대접하지 못하고 목숨을 잃었다.  하지만 공주와 닮은 카린에게 앙드레가 만든 피자를 대접한 후 파트너 요리몬인 피자롱과 피자팡과 함께 하늘로 승천한다.

#### 미나
푸드 몬스터의 간판 미인으로 젠과는 적인지 아군인지 조차 모호한 소녀이다. 요리솜씨가 뛰어난 미식가이다. 파트너 요리몬은 푸디딩.

#### 줄리아노
유럽 출신의 요리사, 미나의 스승이다. 파트너 요리몬은 필라퐁

#### 챠오&링링
세계 요리몬에 출전한 쌍둥이 요리사이다. 파트너 요리몬은 탱구볼

#### 소림군
소림사를 운영한 인물, 하오지(꼬볼레옹도사)의 제자였다. 조금만 무리를 해도 허리를 다친다. 손자인 샤오핑이 있다.

#### 샤오핑
할아버지인 소림군이 운영하는 소림사에서 훈련하고 있는 악동 요리사, 한때 세계 요리몬대회에 출전했으나 젠에게 패배한 이 후 젠과 진정한 친구가 된다.  최고의 요리비결을 알아내려는 호기심을 가지고 있다. 파트너 요리몬은 성게철인. 주먹스키. 만토랑

#### 나배통통
에스니카 왕국의 임금, 요리의 신이라고 부르지만 요리는 한번도 안한다. 그래서 요리의 신이 어떤일을 했는지 알아채기만하면 그 행동에 들어가게 되며 관련이 없는 일도 속아넘어가기도 한다. 기분이 안 좋고 슬픈일이 있을경우 분위기 파악없이 '뭐 괜찮아'라는 목소리로 그때 일을 잊어버린다. 시종인 까몽이 있다.

#### 까몽
나배통통 임금의 시종, 기분이 안좋고 슬픈일이 있을 경우 분위기 파악없이 '뭐 괜찮아'라는 목소리로 그때 일을 잊어버리는 허당기를 가지고 있다. 파트너 요리몬은 코코카. 인도카. 카레망토

#### 조아탕
새우무사의 주인, 싸움보다 온천을 사랑한다. 넓은 마음을 가지면 평화가 찾아온다고 하지만 누군가가
온천에서 장난치거나 어둠의 요리사가 온천이 망가트리는 것을 보면 화를낸다.

### 어둠의 요리사

#### 람보
돈 쿡의 부하이다. 세계 요리몬대회의 심사위원이자 유람선을 운전하고있다. 파트너 요리몬은 슈림풍

## 등장 아이템

#### 돈돈카
츠키지가 만든 수레차. 젠이 항상 몰고 다닌다. 요리할 때는 주방용품을 비롯해 자동차. 비행기. 배 등 여러 가지로 변신할 수 있는 기능을 가지고 있다.

#### 요리몬 카드
요리몬을 소환할 때 쓰는 필수 아이템이다.

#### 냠냠파워
야채. 고기. 유제품 등 여러 가지 재료로 요리몬들을 한 단계 더 힘을 준다.

#### 무지개 고추
트로피칸에게만 줄 수 있는 냠냠파워로 무한한 힘을 얻게 되지만 자살하게 된다.

## 스태프
- 원작 : 아시다 쥰타로 / 레드·엔터테인먼트 / 츠시마 나오토（고단샤/코믹 봉봉）
- 감독 : 야스미 테츠오
- 시리즈 구성 : 카도야 타쿠
- 캐릭터 원안 : 시마다 나오코
- 캐릭터 디자인 : 하라다 미네후미
- 미술감독 : 후지타 츠토무
- 색채설계 : 사토 카즈코
- 촬영감독 : 이토 마사히로
- 편집 : 미즈타 츠네코 → 오카 유우지
- 음향감독 : 후지야마 후사노부
- 음악 프로듀서 : 아사쿠라 다이스케
- 음악 : 이즘 / Geminiart High Quality
- 프로듀서 : 콘도 에이조, 타나카 와타루, 카네마사 히로시, 카마 히데키, 고바야시 마사키
- 애니메이션 제작 : 그룹·타쿠
- 제작 : 비스트로 레시피 프로젝트 2001（소고비젼, 덴츠, 그룹·타쿠, 토호, 반프레스토）

## 주제가
오프닝 테마 「프라이드+불꽃」 (1~26화)
야마자키 유타
엔딩 테마 「White Pearl」 (1~25화)
DAISY CHAIN
엔딩 테마 「버스의 노래」 (26화)
COO

## 각 화 리스트
| 화 수  | 서브타이틀                |        | 화 수                   | 서브타이틀 |
| ------ | ------------------------- | ------ | ----------------------- | ---------- |
| MENU1  | 헤이! 오마치!!            | MENU14 | 대결! 사천왕 마사!!     |            |
| MENU2  | 피피핀과 피탄으로!        | MENU15 | 식신의 잊은 물건        |            |
| MENU3  | 하오지를 구하라!?         | MENU16 | 사랑과 정의의 버거 전대 |            |
| MENU4  | 어서오세요 고스트의 숲에  | MENU17 | 결전!! 라멘 대결        |            |
| MENU5  | 개막 후돈 토너먼트        | MENU18 | 소멸!? 토로피카라       |            |
| MENU6  | 결전 후돈 토너먼트        | MENU19 | 충격 합체! 텐싱구!!     |            |
| MENU7  | 구루메 사천왕, 등장!!     | MENU20 | まっくろん危機一髪!?    |            |
| MENU8  | 남쪽의 섬에서, 카레 대결! | MENU21 | スパイで大すっぱい!?    |            |
| MENU9  | 할머니의 맛은?            | MENU22 | 가디언 로봇 시동        |            |
| MENU10 | 잡아라, 궁극 비결!!       | MENU23 | 기계 요리인 그릴!!      |            |
| MENU11 | はぐれフードンの涙        | MENU24 | 돌입! 돈 쿡 성!!        |            |
| MENU12 | 토로피카라인 식신님?      | MENU25 | 결전!! 돈 쿡            |            |
| MENU13 | 습격! 사천왕 마사!!       | MENU26 | 진심의 요리             |            |

### 한국판 방영
| 화수       | 주제                       |
| ---------- | -------------------------- |
| 1화        | 요리몬의 전설              |
| 2화        | 엽기적인 손님              |
| 3화        | 도사님 우리 도사님         |
| 4화        | 가짜유령 소동              |
| 5화        | 출전! 세계 요리몬 대회     |
| 6화        | 챔피언은 누구?             |
| 7화        | 사천왕 나가신다            |
| 8화        | 사부님                     |
| 9화        | 반디 찾아 3만리?           |
| 10화       | 소림사에 간 찬이           |
| 11화       | 요리몬의 눈물              |
| 12화       | 전설의 요리몬 트로피칸     |
| 13화       | 출동! 사천왕 마초          |
| 14화       | 푸카룡은 겁쟁이!           |
| 15화       | 상자 안의 보물             |
| 16화       | 사랑과 정의의 버거맨 전사  |
| 17화       | 대결! 라면 대 라면         |
| 18화       | 트로피간의 최후            |
| 19화       | 두번째 전설의 요리몬       |
| 20화       | 까망까망! 위기일발         |
| 21화       | 스파이를 찾아라            |
| 22화       | 출동! 가드레인저           |
| 23화       | 기계인간 나이프            |
| 24화       | 출발! 대마왕 궁전으로      |
| 25화       | 마지막 승부                |
| 최종화(26) | 데블 파이터 대 엔젤 파이터 |

## 더빙 제작
- 기획 : KBS
- 우리말 제작 : KBS 미디어㈜

### 목소리 출연
- 최수민 : 찬 역
- 은영선: 반디 역
- 이봉준 : 아파치 / 해설 역
- 임은정 : 미아미아 역
- 황원 : 꼬볼레옹 역
- 오인성 : 대마왕 쿡 역
- 이현주 : 쵸키 역
- 전인배 : 마파룡 / 푸카룡 역
- 양석정 : 슈마룡 / 역
- 오길경 : 에그퐁 까망까망 역
- 강미형 : 미나 / 루키 역
- 김은아 : 메이 역
- 정미경
- 김경수